# فيضانات كالمنتان الوسطى 2021

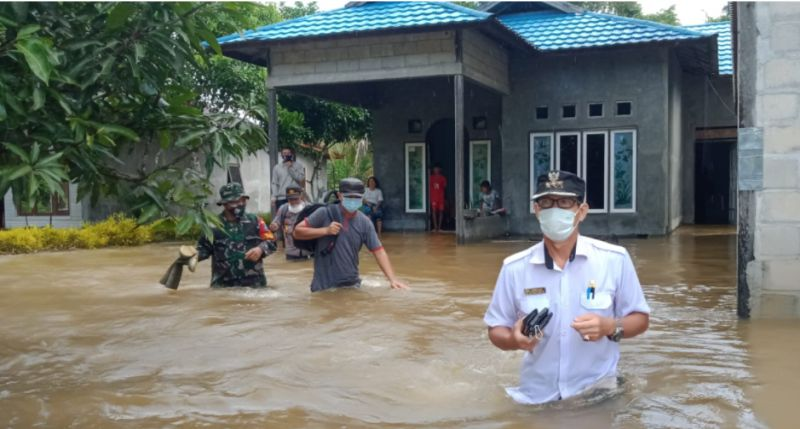
منزل تضرر من الفيضانات في منطقة كاتينغان.

فيضانات كالمنتان الوسطى 2021 أثرت سلسلة من الفيضانات الشديدة على مقاطعة كالمنتان الوسطى بإندونيسيا منذ أوائل سبتمبر 2021. أثرت الفيضانات على 11 منطقة ومدينة في المقاطعة، واعتبارًا من 10 سبتمبر أعلنت حالة الطوارئ في ستة منها. أعلنت حكومة كالمنتان المركزية أيضًا حالة الطوارئ لمدة 15 يومًا اعتبارًا من 8 سبتمبر. تأثر كانينغان بشكل خاص بالفيضانات.
قطعت الفيضانات وصلات الطرق، كما قطعت الكهرباء عن عمد من قبل شركة الكهرباء المملوكة للدولة، لتجنب وقوع إصابات بين المدنيين بسبب الصدمات الكهربائية. تضرر حوالي 25.000 شخص من الفيضانات وتوفي اثنان في كاتينغان ريجنسي بسبب الصدمة الكهربائية. تعتبر الفيضانات أسوأ بكثير من الفيضانات السنوية المعتادة الناجمة عن فيضان نهر كابواس، وكذلك لفترة أطول. نظرًا لغمر معظم الطرق بالمياه استخدم العديد من الأشخاص القوارب والطوافات للتنقل أو نقل سياراتهم ودراجاتهم النارية، مما أدى إلى ارتفاع الطلب على خدمة سيارات الأجرة بالقوارب. نتيجة لذلك ارتفع سعر اختيار سيارة أجرة بالقارب إلى ما بين 100.000 روبية إلى 300.000 روبية أعلى بكثير من سعرها المعتاد. حثت شرطة منتجع كالمنتان مالكي القوارب على تجنب وضع أسعار مرتفعة للغاية أثناء الفيضانات. ارتفعت أسعار البقالة مثل لحوم الدجاج والأسماك والخضروات في سامبيت بسبب العزلة الناجمة عن قطع الطرق بسبب الفيضانات. كما تم قطع الطريق بين مدينة بالانغكارايا وبلدة بونتوك في جنوب باريتو ريجنسي، مما أدى إلى محاصرة العديد من السيارات والشاحنات.
بدأ الفيضان أيضًا في التأثير على مدينة بالانجكا رايا، لا سيما في منطقة جيكان رايا وباهاندوت. أعاق الفيضان الأنشطة الاقتصادية اليومية في المدينة، مما أدى إلى إغلاق العديد من المتاجر التي يملكها سكان المدينة. وقد لجأ العديد منهم إلى منطقة بانارونج. في 10 سبتمبر أعلن عمدة المدينة حالة الطوارئ. بسبب استمرار هطول الأمطار بكثافة عالية وفيضان نهر كاهيان بدأ بعض سكان المدينة الذين رفضوا اللجوء في الإصابة بالمرض. نتيجة لذلك تعين على حكومة المدينة إنشاء مراكز رعاية صحية طارئة مجانية. وبحسب ما ورد بلغ عمق الفيضانات في المدينة مترًا واحدًا. كما تسبب في أزمة مياه نظيفة حيث تم قطع أجزاء من كهرباء المدينة، مما جعل المضخات الكهربائية التي يعتمد عليها معظم سكان المدينة لا يمكن استخدامها.

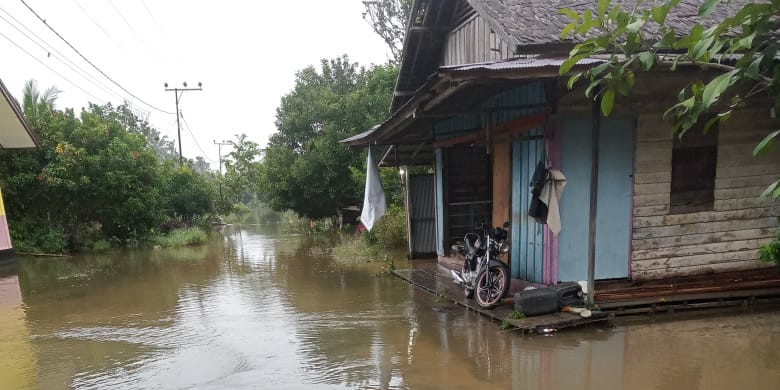
فيضان منطقة كاتينغان في كالمنتان الوسطى.

بدأت الحكومة الإندونيسية مع المجلس الوطني لإدارة الكوارث في توزيع المساعدات وإجلاء الناس في المناطق المتضررة. استشهد العديد من المنظمات والنشطاء البيئيين بالدمار البيئي وإزالة الغابات في المحافظة على أنها السبب الرئيسي للفيضان. قال حاكم وسط كاليمانتان سوجيانتو صبران إن سبب الفيضان كان قطع الأشجار من مناطق الغابات الصناعية المحددة في مقاطعته.
أرسلت حكومة كاليمانتان الجنوبية موظفين لمساعدة المناطق المتضررة كدليل على التضامن، حيث ساعد العديد من سكان كاليمانتان الوسطى وتبرعوا لضحايا فيضانات جنوب كاليمانتان 2021 في أوائل فبراير.
في 16 سبتمبر قامت وزارة الشؤون الاجتماعية تري ريسماهاريني بزيارة المدينة والمناطق المتضررة. وخلال زيارتها للعديد من المطابخ العامة، تلقت شكاوى بأنهم لم يتلقوا بعد مساعدة من وزير الشؤون الاجتماعية. وذكرت أنها ستبدأ قريبًا في توزيع المساعدات على العائلات المتضررة.